# Campeonato Pernambucano de Futebol de 2016
O Campeonato Pernambucano de Futebol de 2016 foi a 102ª edição do campeonato estadual de futebol de Pernambuco. Ele teve início em 10 de janeiro de 2016 e as finais ocorreram em 4 e 8 de maio.

## Regulamento
No primeiro turno, que não conta com Santa Cruz, Sport, Salgueiro e Náutico, os oito clubes restantes jogam entre si dentro de dois grupos. Ao fim de seis rodadas, os líderes de cada grupo se classificaram para a segunda fase da competição, na qual se juntaram às quatro equipes pré-classificadas. Os dois clubes que obtiverem os maiores número de pontos foram, respectivamente, campeão e vice, recebendo troféu e medalhas, sendo lhes assegurado o direito a disputa da Série D do Campeonato Brasileiro de 2016.
A segunda fase foi disputada por dois grupos: um hexagonal decisivo incluindo as duas primeiras equipes da primeira fase mais Santa Cruz, Sport, Salgueiro e Náutico e, um "grupo da morte" com as seis equipes que foram eliminadas na primeira fase, no qual os dois últimos colocados foram rebaixados para a Série A2 de 2017. Em ambos os grupos, as equipes jogaram entre si no sistema de ida e volta. Os três primeiros colocados disputam a Copa do Brasil de 2017.

## Equipes participantes
| Equipe                                                | Cidade                 | Em 2015 | Estádio (Mando)              | Capacidade | Títulos (Último)    | Part. |
| ----------------------------------------------------- | ---------------------- | ------- | ---------------------------- | ---------- | ------------------- | ----- |
| América Futebol Clube                                 | Recife                 | 10º     | Ademir Cunha                 | 12 000     | 6 (último em 1944)  | 82    |
| Clube Atlético Pernambucano                           | Carpina                | 9º      | Paulo Petribu                | 3 500      | 0 (não possui)      | 2     |
| Belo Jardim Futebol Clube                             | Belo Jardim            | 1º (A2) | Mendonção                    | 5 230      | 0 (não possui)      | 4     |
| Central Sport Club                                    | Caruaru                | 4º      | Estádio Luiz José de Lacerda | 19 478     | 0 (não possui)      | 54    |
| Clube Náutico Capibaribe                              | Recife                 | 6º      | Arena Pernambuco             | 44 300     | 21 (último em 2004) | 101   |
| Pesqueira Futebol Clube                               | Pesqueira              | 8º      | Joaquim de Brito             | 3 000      | 0 (não possui)      | 4     |
| Clube Atlético do Porto                               | Caruaru                | 7º      | Estádio Luiz José de Lacerda | 19 478     | 0 (não possui)      | 22    |
| Salgueiro Atlético Clube                              | Salgueiro              | 2º      | Cornélio de Barros           | 12 070     | 0 (não possui)      | 10    |
| Santa Cruz Futebol Clube                              | Recife                 | 1º      | Arruda                       | 60 044     | 29 (último em 2016) | 101   |
| Serra Talhada Futebol Clube                           | Serra Talhada          | 5º      | Nildo Pereira                | 5 000      | 0 (não possui)      | 5     |
| Sport Club do Recife                                  | Recife                 | 3º      | Ilha do Retiro               | 32 983     | 40 (último em 2014) | 99    |
| Associação Acadêmica e Desportiva Vitória das Tabocas | Vitória de Santo Antão | 2º (A2) | Carneirão                    | 10 911     | 0 (não possui)      | 5     |

## Primeira fase
|  | v d e |

### Grupo A
| 1 | Central               | 13 | 6 | 4 | 1 | 1 | 8 | 3 | +5 |
| 2 | Atlético Pernambucano | 9  | 6 | 2 | 3 | 1 | 4 | 3 | +1 |
| 3 | Porto-PE              | 8  | 6 | 2 | 2 | 2 | 5 | 6 | –1 |
| 4 | Belo Jardim           | 2  | 6 | 0 | 2 | 4 | 3 | 8 | –5 |

| Atlético-PE | —   | 1–1 | 1–0 | 1–1 |
| Belo Jardim | 0–0 | —   | 1–2 | 0–1 |
| Central     | 1–0 | 2–0 | —   | 3–1 |
| Porto       | 0–1 | 2–1 | 0–0 | —   |

|  |                                                                         |
|  | Classificado para a segunda fase e para o Brasileiro da Série D de 2016 |
|  | Hexagonal do rebaixamento                                               |

|  |                      |
|  | Vitória do mandante  |
|  | Vitória do visitante |
|  | Empate               |

### Grupo B
| 1 | América-PE          | 12 | 6 | 3 | 3 | 0 | 8 | 5 | +3 |
| 2 | Serra Talhada       | 9  | 6 | 2 | 3 | 1 | 6 | 5 | +1 |
| 3 | Vitória das Tabocas | 5  | 6 | 1 | 2 | 3 | 6 | 7 | –1 |
| 4 | Pesqueira           | 5  | 6 | 1 | 2 | 3 | 4 | 7 | –3 |

| América-PE          | —   | 2–2 | 1–0 | 2–1 |
| Pesqueira           | 0–0 | —   | 0–1 | 0–2 |
| Serra Talhada       | 1–1 | 2–1 | —   | 1–1 |
| Vitória das Tabocas | 1–2 | 0–1 | 2–2 | —   |

|  |                                                                         |
|  | Classificado para a segunda fase e para o Brasileiro da Série D de 2016 |
|  | Hexagonal do rebaixamento                                               |

|  |                      |
|  | Vitória do mandante  |
|  | Vitória do visitante |
|  | Empate               |

### Grupo A
Clubes que lideraram Grupo A ao final de cada rodada:
| Rodadas | Rodadas | Rodadas | Rodadas | Rodadas | Rodadas |
| ------- | ------- | ------- | ------- | ------- | ------- |
| 1       | 2       | 3       | 4       | 5       | 6       |
| CAP     | CEN     | POR     | POR     | CEN     | CEN     |

Clubes que ficaram na lanterna no Grupo A ao final de cada rodada:
| Rodadas | Rodadas | Rodadas | Rodadas | Rodadas | Rodadas |
| ------- | ------- | ------- | ------- | ------- | ------- |
| 1       | 2       | 3       | 4       | 5       | 6       |
| POR     | BJA     | BJA     | BJA     | BJA     | BJA     |

### Grupo B
Clubes que lideraram Grupo B ao final de cada rodada:
| Rodadas | Rodadas | Rodadas | Rodadas | Rodadas | Rodadas |
| ------- | ------- | ------- | ------- | ------- | ------- |
| 1       | 2       | 3       | 4       | 5       | 6       |
| AME     | VIT     | AME     | AME     | AME     | AME     |

Clubes que ficaram na lanterna no Grupo B ao final de cada rodada:
| Rodadas | Rodadas | Rodadas | Rodadas | Rodadas | Rodadas |
| ------- | ------- | ------- | ------- | ------- | ------- |
| 1       | 2       | 3       | 4       | 5       | 6       |
| VIT     | PES     | PES     | PES     | PES     | PES     |

## Segunda fase

### Hexagonal do Título
| Pos | Equipes    | Pts | J  | V | E | D | GP | GC | SG  |
| --- | ---------- | --- | -- | - | - | - | -- | -- | --- |
| 1   | Náutico    | 23  | 10 | 7 | 2 | 1 | 18 | 4  | +14 |
| 2   | Salgueiro  | 20  | 10 | 6 | 2 | 2 | 13 | 5  | +8  |
| 3   | Sport      | 16  | 10 | 5 | 2 | 3 | 16 | 7  | +9  |
| 4   | Santa Cruz | 11  | 10 | 2 | 5 | 3 | 9  | 12 | –3  |
| 5   | América-PE | 7   | 10 | 2 | 1 | 7 | 7  | 23 | –16 |
| 6   | Central    | 5   | 10 | 1 | 2 | 7 | 4  | 16 | –12 |

|            | AME | CEN | NAU | SAL | STC | SPT |
| ---------- | --- | --- | --- | --- | --- | --- |
| América-PE | —   | 2–1 | 0–1 | 1–3 | 0–0 | 0–4 |
| Central    | 2–1 | —   | 0–2 | 0–0 | 0–1 | 1–2 |
| Náutico    | 5–0 | 3–0 | —   | 1–0 | 2–0 | 1–1 |
| Salgueiro  | 3–0 | 1–0 | 0–2 | —   | 3–0 | 1–0 |
| Santa Cruz | 4–2 | 0–0 | 1–1 | 1–1 | —   | 1–1 |
| Sport      | 0–1 | 4–0 | 2–0 | 0–1 | 2–1 | —   |

|  |                                 |
|  | Classificados para a Fase final |

|  |                      |
|  | Vitória do mandante  |
|  | Vitória do visitante |
|  | Empate               |

Obs; Na última rodada do campeonato acabar virando um jogo decisivo para o Santa Cruz que precisa vencer ou empata com o rival Sport e ser não conseguir a vitoria ou um empate o Santa Cruz iria depende do Central vencer ou empata com América para ser classifica para semi-finais do campeonato, e no jogo no  estadio do arruda terminar empatado em 1 a 1 e o Santa Cruz se classificando para as semi-finais sendo o quarto colocado com 11 pontos não precisando do resultado de vitoria ou empate do Central sobre o América, que terminou com a vitoria do Central.

### Fase final
|  | Semifinais | Semifinais | Semifinais | Semifinais |   |      | Final      | Final | Final | Final |
|  |            |            |            |            |   |      |            |       |       |       |
|  | 1          | Náutico    | 1          | 1          |   |      |            |       |       |       |
|  | 4          | Santa Cruz | 3          | 2          |   |      |            |       |       |       |
|  |            |            |            |            |   | VSF1 | Santa Cruz | 1     | 0     |       |
|  |            | VSF2       | Sport      | 0          | 0 |      |            |       |       |       |
|  | 2          | Salgueiro  | 0          | 1 (4)      |   |      |            |       |       |       |
|  | 3          | Sport pen  | 1          | 0 (5)      |   |      |            |       |       |       |

- VSF1 = Vencedor da Semifinal 1.
- VSF2 = Vencedor da Semifinal 2.

|  | Disputa do 3° lugar |   |   |   |
|  |                     |   |   |   |
|  | Náutico             | 1 | 3 | 4 |
|  | Salgueiro           | 0 | 0 | 0 |

## Campeão
| Bicampeão Pernambucano 2016     |
| ------------------------------- |
| SANTA CRUZ Campeão (29º título) |

| Vice Campeão: | Terceiro Colocado: | Equipe mais:             | Artilheiro:                      | Melhor goleiro:            |
| ------------- | ------------------ | ------------------------ | -------------------------------- | -------------------------- |
| Sport         | Náutico            | Santa Cruz (5 jogadores) | Ronaldo Alves (Náutico) (6 gols) | Tiago Cardoso (Santa Cruz) |

## Classificação final
A classificação geral leva em conta a colocação dos clubes em cada uma das fases, a partir da fase final, e não a pontuação total.
| Pos | Times                 | Pts | J  | V | E | D | GP | GC | SG  | Classificação                                                    |
| --- | --------------------- | --- | -- | - | - | - | -- | -- | --- | ---------------------------------------------------------------- |
| 1   | Santa Cruz[CBR]       | 21  | 14 | 5 | 6 | 3 | 15 | 14 | +1  | Copa do Brasil de 2017, Copa do Nordeste de 2017 e finalistas    |
| 2   | Sport                 | 20  | 14 | 6 | 3 | 5 | 17 | 9  | +8  | Copa do Brasil de 2017, Copa do Nordeste de 2017 e finalistas    |
| 3   | Náutico               | 29  | 14 | 9 | 2 | 3 | 24 | 9  | +15 | Copa do Brasil de 2017, Copa do Nordeste de 2017 e semifinalista |
| 4   | Salgueiro[CBR]        | 23  | 14 | 7 | 2 | 5 | 14 | 10 | +4  | Copa do Brasil de 2017 e semifinalista                           |
| 5   | América-PE            | 19  | 16 | 5 | 4 | 7 | 7  | 23 | –16 | Eliminados no hexagonal do título                                |
| 6   | Central               | 16  | 16 | 5 | 3 | 8 | 4  | 16 | –12 | Eliminados no hexagonal do título                                |
| 7   | Atlético Pernambucano | 29  | 16 | 9 | 5 | 3 | 15 | 10 | +5  | Permanência assegurada para Série A1 2017                        |
| 8   | Serra Talhada         | 15  | 16 | 4 | 3 | 4 | 13 | 11 | +2  | Permanência assegurada para Série A1 2017                        |
| 9   | Belo Jardim           | 12  | 16 | 3 | 6 | 8 | 10 | 9  | +1  | Permanência assegurada para Série A1 2017                        |
| 10  | Vitória das Tabocas   | 17  | 16 | 3 | 8 | 5 | 11 | 13 | –2  | Permanência assegurada para Série A1 2017                        |
| 11  | Porto-PE              | 19  | 16 | 4 | 7 | 5 | 6  | 8  | –2  | Rebaixados à Série A2 de 2017                                    |
| 12  | Pesqueira             | 13  | 16 | 2 | 7 | 8 | 7  | 11 | –4  | Rebaixados à Série A2 de 2017                                    |

Notas
- CBR^  O Santa Cruz conquistou o título da Copa do Nordeste de 2016 e com isso garantiu uma vaga nas oitavas de finais da Copa do Brasil de 2017. Sua vaga na primeira fase foi repassada ao Salgueiro.

## Artilharia
A FPF só considerou a artilharia para os times classificados para o Hexagonal, Semifinais e Final do Campeonato Pernambucano de Futebol.
Atualizado em 22 de março de 2016
| Gols | Jogador        | Time       |
| ---- | -------------- | ---------- |
| 6    | Ronaldo Alves  | Náutico    |
| 4    | Jhon           | Salgueiro  |
| 4    | Daniel Morais  | Náutico    |
| 3    | Roni           | Náutico    |
| 3    | Reinaldo Lenis | Sport      |
| 3    | Túlio de Melo  | Sport      |
| 3    | Cássio         | Salgueiro  |
| 2    | Alex Gaibu     | América-PE |
| 2    | Grafite        | Santa Cruz |
| 2    | Luiz Antônio   | Sport      |
| 2    | Bérgson        | Náutico    |

## Maiores públicos
Esses foram os dez jogos de maior público do campeonato:

## Menores Públicos
Esses foram os dez jogos de menor público do campeonato:

## Médias de público
Estas foram as médias de público dos clubes no Campeonato. Considera-se apenas os jogos da equipe como mandante:
| Pos. | Time                  | Média  | Total   | Mandos[PF] |
| ---- | --------------------- | ------ | ------- | ---------- |
| 1    | Santa Cruz            | 17 041 | 119 290 | 7          |
| 2    | Sport                 | 11 957 | 83 700  | 7          |
| 3    | Náutico               | 6 214  | 43 496  | 7          |
| 4    | Salgueiro             | 3 938  | 27 569  | 7          |
| 5    | Central               | 2 216  | 17 729  | 8          |
| 6    | América-PE            | 1 034  | 7 236   | 7          |
| 7    | Belo Jardim           | 459    | 3 669   | 8          |
| 8    | Porto-PE              | 431    | 3 449   | 8          |
| 9    | Pesqueira             | 385    | 3 080   | 8          |
| 10   | Vitória das Tabocas   | 376    | 3 010   | 8          |
| 11   | Serra Talhada         | 370    | 2 956   | 8          |
| 12   | Atlético Pernambucano | 344    | 2 755   | 8          |

- PF. ^ Jogos com portões fechados não são considerados.